# Belavšek
Belavšek je naselje v Občini Videm.